# Die Niels Ruf Show
Die Niels Ruf Show war die erste selbstproduzierte Late-Night-Show des Abo-Senders Sat.1 Comedy. Das Format wurde später von Sat.1 ins Programm übernommen.
Niels Ruf, der namensgebende Moderator der Show, wurde in der ersten Staffel von Peter Rütten, der früher für die Harald Schmidt Show und danach für das Nachfolgeformat Schmidt & Pocher tätig war, als Sidekick und Redakteur im Studio unterstützt. In der zweiten Staffel war dieser nicht mehr beteiligt und wechselte zu Krügers Woche. Bis 2008 musste jeder, um in die Show zu gelangen, erst die Sicherheitskontrolle passieren, die von Agnieszka Hendel vorgenommen wurde, die im Jahr 2006 Playmate des Jahres war. Seit 2008 ist diese allerdings nicht mehr dabei. Zudem ist auch Sven Schuhmacher in die Sendung involviert. Die Show wurde anfangs seit dem 30. Oktober 2006 jeden Montag ab 21 Uhr gesendet. Die neue Staffel startete am 5. Oktober 2007 auf neuem Sendeplatz am Freitag um 20:15 Uhr. Als Neuerung gab es in dieser Staffel außerdem in jeder Sendung einen musikalischen Gast.
Zur Sendung gehörte außerdem die Showband unter Leitung des Schauspielers und Musikers Toni Snétberger, der in der Rolle des Enzo Buchstab auch in der Lindenstraße zu sehen war. Nachdem Peter Rütten die Show verlassen hatte, wechselte Toni Snétberger immer mehr in die Rolle des Sidekicks. Diese wurde allerdings seit der zweiten Staffel im Free-TV durch eine so genannte „Showband in Residence“ ersetzt. Diese Rolle wurde bisher beispielsweise von den Bands P-lot und Stanfour übernommen.
Seit dem 18. April 2008 lief die Show auch im Free-TV, immer freitags um 23:15 Uhr in Sat.1. Ab dem 23. Mai 2008 wurde die Show allerdings wegen anhaltend schlechter Quoten eine Stunde weiter ins Nachtprogramm auf 00:15 Uhr gelegt. Zwar verbesserten sich hier sowohl Quote als auch Marktanteil, dennoch wurde die Show zum 28. Juni 2008 einen Wochentag nach hinten verlegt und lief ab diesem Tag samstags um 00:15 Uhr. Seit Juli 2008 lief sie nun samstags um 0:05 Uhr auf Sat.1. Trotz der Ausstrahlung im Muttersender Sat.1 wiederholte der Abo-Sender die Show wie gehabt mehrmals unter der Woche. Die Show wurde wegen konstant niedriger Quoten am 18. Oktober 2008 zum letzten Mal ausgestrahlt.
Produziert wurde die Show von der in Berlin ansässigen Weltruf TV GmbH, an der neben Niels Ruf auch der Produzent Stefan Kiwit sowie die Senator Entertainment AG Beteiligungen halten.

## Kritik
In einer Kritik zur ersten Sendung nannte ihn der Journalist der Süddeutschen Zeitung Tomasz Kurianowicz, „vulgär, albern und unspontan“. „Sexistische Witze“ seien „Dreh- und Angelpunkt der Sendung“ gewesen.